# Desmognathus ocoee
Espèce
Synonymes
- Desmognathus perlapsus Neill, 1950

Statut de conservation UICN

 LC  : Préoccupation mineure
Desmognathus ocoee est une espèce d'urodèles de la famille des Plethodontidae.

## Répartition
Cette espèce est endémique des États-Unis. Elle se rencontre dans le Sud-Ouest de la Caroline du Nord, dans l'Ouest de la Caroline du Sud, dans l'Est du Tennessee, dans le Nord de la Géorgie et dans le Nord de l'Alabama.

## Publication originale
- Nicholls, 1949 : « A new salamander of the genus Desmognathus from East Tennessee ». Journal of the Tennessee Academy of Science, vol. 24, no 2, p. 127-129.